# Tessa Giele
Tessa Giele (Brielle, 1 de noviembre de 2002) es una deportista neerlandesa que compite en natación.
Ganó una medalla de bronce en el Campeonato Mundial de Natación de 2025, una medalla de plata en el Campeonato Mundial de Natación en Piscina Corta de 2024, una medalla de bronce en el Campeonato Europeo de Natación de 2022 y dos medallas en el Campeonato Europeo de Natación en Piscina Corta de 2023.

## Palmarés internacional
| Campeonato Mundial                  | Campeonato Mundial  | Campeonato Mundial | Campeonato Mundial     |
| Año                                 | Lugar               | Medalla            | Prueba                 |
| ----------------------------------- | ------------------- | ------------------ | ---------------------- |
| 2025                                | Singapur (Singapur) | Medalla de bronce  | 4 × 100 m libre        |
| Campeonato Mundial en Piscina Corta |                     |                    |                        |
| Año                                 | Lugar               | Medalla            | Prueba                 |
| 2024                                | Budapest (Hungría)  | Medalla de plata   | 100 m mariposa         |
| Campeonato Europeo                  |                     |                    |                        |
| Año                                 | Lugar               | Medalla            | Prueba                 |
| 2022                                | Roma (Italia)       | Medalla de bronce  | 4 × 100 m libre        |
| Campeonato Europeo en Piscina Corta |                     |                    |                        |
| Año                                 | Lugar               | Medalla            | Prueba                 |
| 2023                                | Otopeni (Rumania)   | Medalla de oro     | 50 m mariposa          |
| 2023                                | Otopeni (Rumania)   | Medalla de bronce  | 4 × 50 m estilos mixto |